# ピエ・ノワール
ピエ・ノワール (Pieds-noirs) とは、1830年6月18日のフランス侵攻から、1962年のアルジェリア戦争終結に伴うアルジェリア独立までのフランス領アルジェリアに居たヨーロッパ系（フランス、スペイン、イタリア、マルタ、ユダヤ系）植民者。また、アルジェリアだけでなくモロッコ、チュニジアを加えたマグレブ諸国のヨーロッパ系住民を含める場合もある。独立時点までのピエ・ノワールの人口は約100万人だと推される。
1962年のアルジェリア独立により多くは母国に帰国したが、フランス本国で差別的な扱いを受けている。
アルジェリアのユダヤ系住民で、同様にフランス国民として引き揚げてきた者も含むことがある。
ピエ・ノワールとはフランス語で「黒い足」を意味する。フランス人入植者が黒い靴を履いていたため、先住民と区別するために呼ばれたことが由来と言われている。しかし、北アフリカ植民地政策初期に入植してきた多くのヨーロッパ人は軍人だったため一様に黒靴を履いており、靴を脱いだ彼らの足は靴墨で黒ずんでいたためなど諸説あり、どれが正しいのかは不明である。また、20世紀初頭に蒸気船の燃料庫で動力となる石炭を燃やしていたアルジェリア労働者を指す語としても用いられていた。彼らは石炭が敷き詰められた倉庫の中を裸足で労働に従事しており、その足は石炭で真っ黒に汚れていた。その後、「イスラムのアルジェリア人」つまりヨーロッパ人入植前から居住していたアルジェリア人とも、「フランス本土のフランス人」とも異なるヨーロッパ入植者を指す呼称として1955年から使用された。

## 著名なピエ・ノワール
- ジャン＝ピエール・バクリ
- ジャック・アタリ
- アラン・ミムン
- イヴ・サン＝ローラン
- アルベール・カミュ
- エドモン・ジュオー
- マルセル・セルダン
- ルイ・アルチュセール
- ジャック・デリダ
- ジュール・ロワ

## 関連図書
- 大嶋えり子著『ピエ･ノワール列伝――人物で知るフランス領北アフリカ引揚者たちの歴史』、2018年、パブリブ